# Bill Hosket (1911)
Wilmer Clemons Hosket sr., detto Bill (Dayton, 19 febbraio 1911 – Dayton, 29 dicembre 1956), è stato un cestista e allenatore di pallacanestro statunitense, professionista nella NBL. Era il padre di Bill Hosket jr.

## Carriera
Giocò per una stagione nella NBL, disputando 10 partite con 3,4 punti di media.